# 瑪東系統交流道
瑪東系統交流道，位於臺灣基隆市七堵區，用於連結國道三號與台62線，國道三號指標2k、台62線指標2k，於2004年11月10日通車。該系統交流道位於基隆市七堵區瑪東里（瑪陵坑東勢中股、上股地區）因而得名。該交流道為半套交流道，台62線僅西向可轉接國道三號雙向，國道三號雙向均僅得轉接台62線東向。台62線僅七堵地區能充分利用本交流道出入國道三號，至於台62線萬里方面則考量車道數與隧道車輛交織問題，未設國三匝道，大武崙地區必須東往國道三號基金交流道南下高速公路，台62線維持定位為東西向聯絡要道（可由國三轉接），而安樂端至瑪東系統交流道路段於2005年2月5日通車。
|  | 2 瑪東系統 |  | 瑞芳      |
|  | 2 瑪東系統 |  | 汐止 基隆 |

## 相關事件
- 2010年福爾摩沙高速公路山崩事件

## 外部連結
- 國道三號瑪東系統交流道示意圖 （页面存档备份，存于）（交通部高速公路局）
- 台62線瑪東系統交流道示意圖 （页面存档备份，存于）（交通部公路總局）